# Manoir de la Héligaie
Le manoir de la Héligaie est un édifice situé à Caden en France.

## Localisation
Le manoir est situé sur le territoire de la commune de Caden, au lieu-dit la Héligaie, dans le département du Morbihan en région Bretagne.

## Description
Le manoir date des XVIIIe et XIXe siècles, édifice à un étage carré, construit en moellons sans chaîne en pierre de taille de granite. Toiture à longs pans recouverte d'ardoises, pignons couvert et découvert. Escalier demi-hors-œuvre : escalier à vis sans jour.

## Historique
Manoir construit en 1709. Couverture refaite en 1837 (date sur le lignolet). Les parties agricoles et le puits sont du XIXe siècle.
Le manoir est inscrit à l'inventaire général du patrimoine culturel.